# Krypoxbär
Krypoxbär (Cotoneaster dammeri) är en rosväxtart som beskrevs av Camillo Karl Schneider. Krypoxbär ingår i släktet oxbär och familjen rosväxter. Arten förekommer tillfälligt i Sverige, men reproducerar sig inte. Utöver nominatformen finns också underarten C. d. radicans.

## Bildgalleri

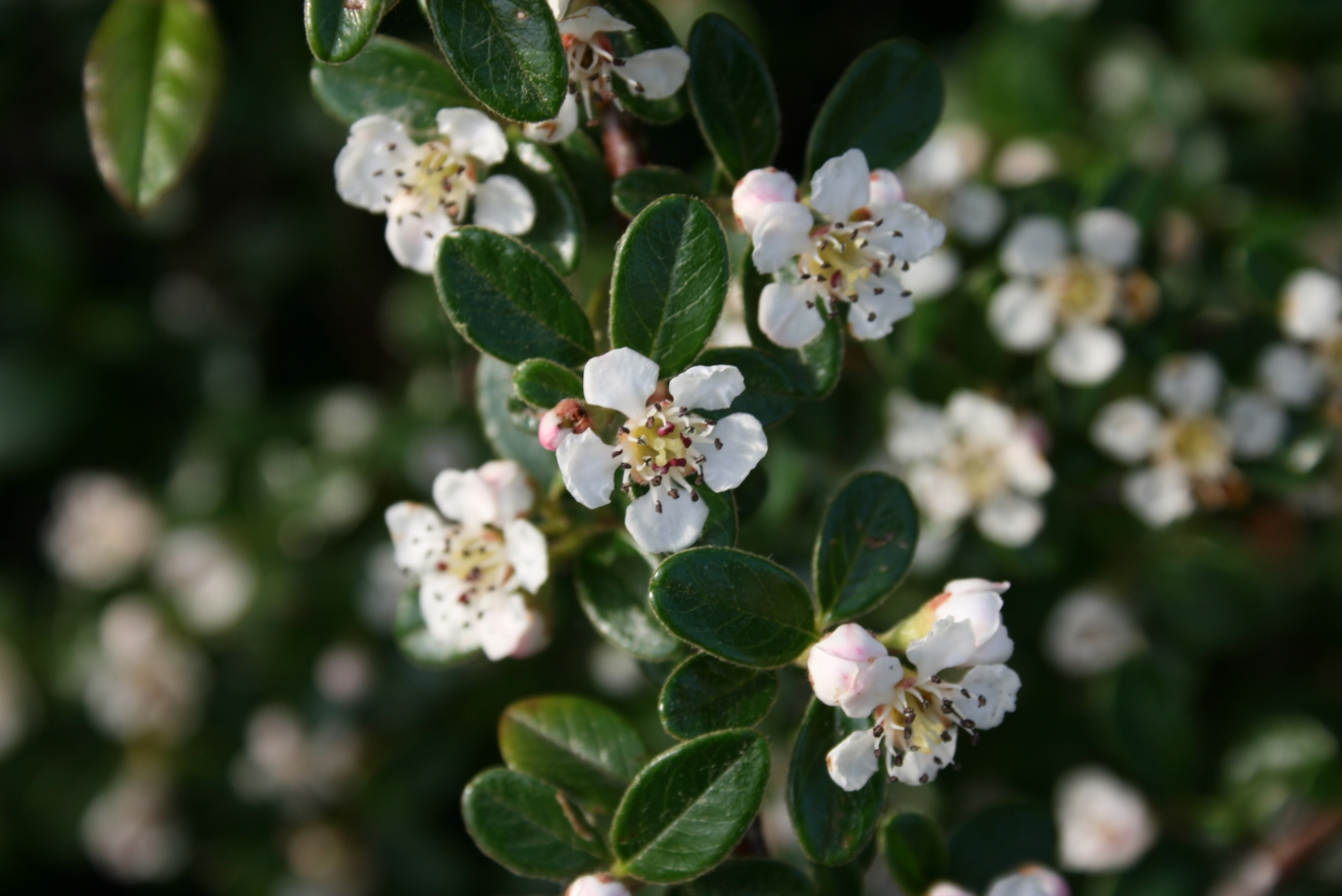
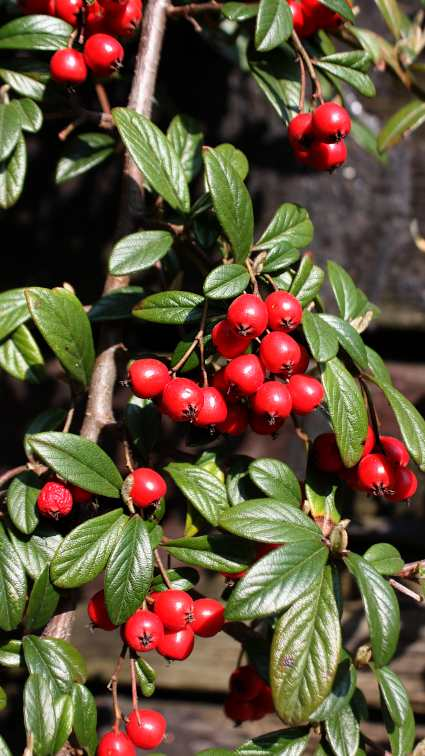
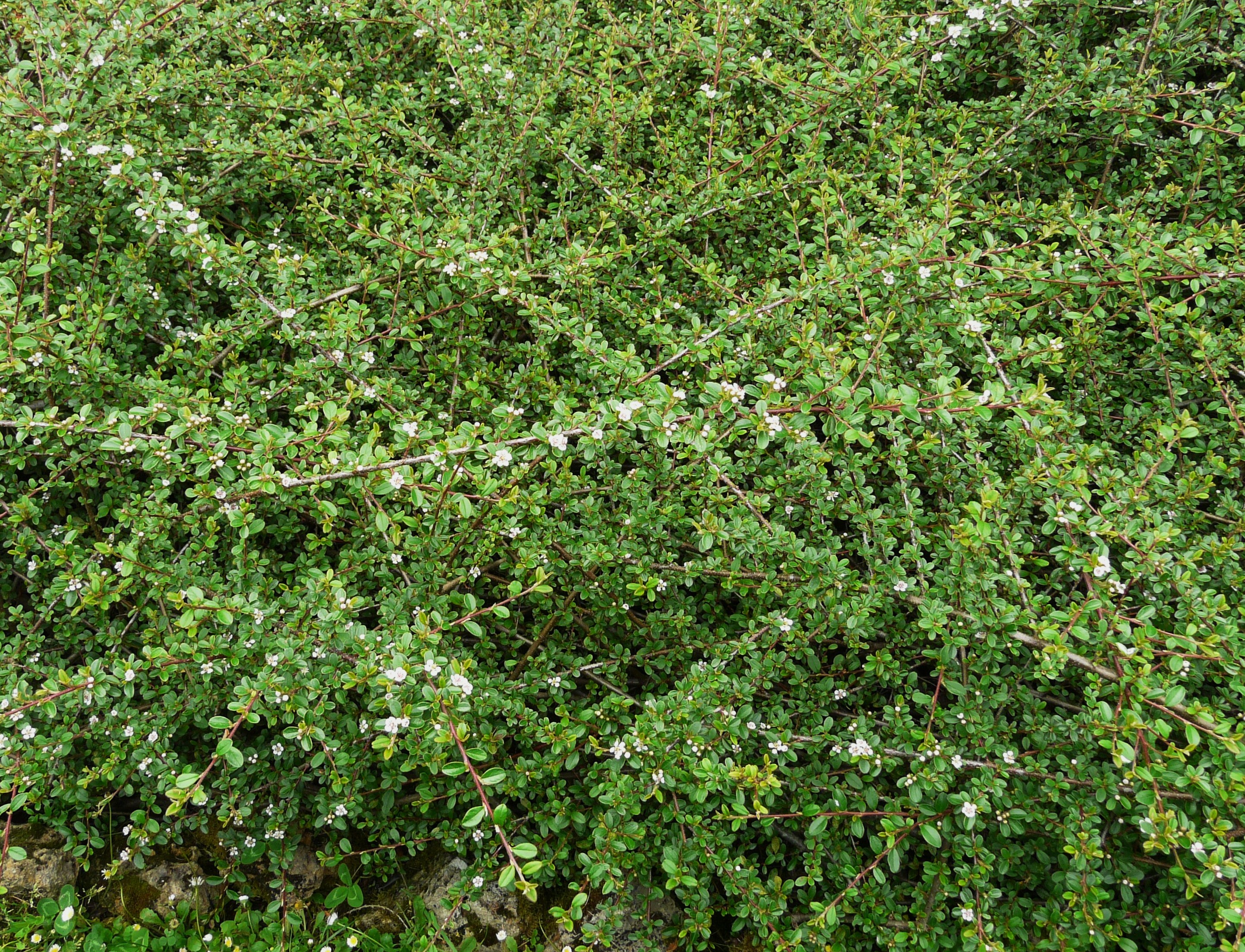
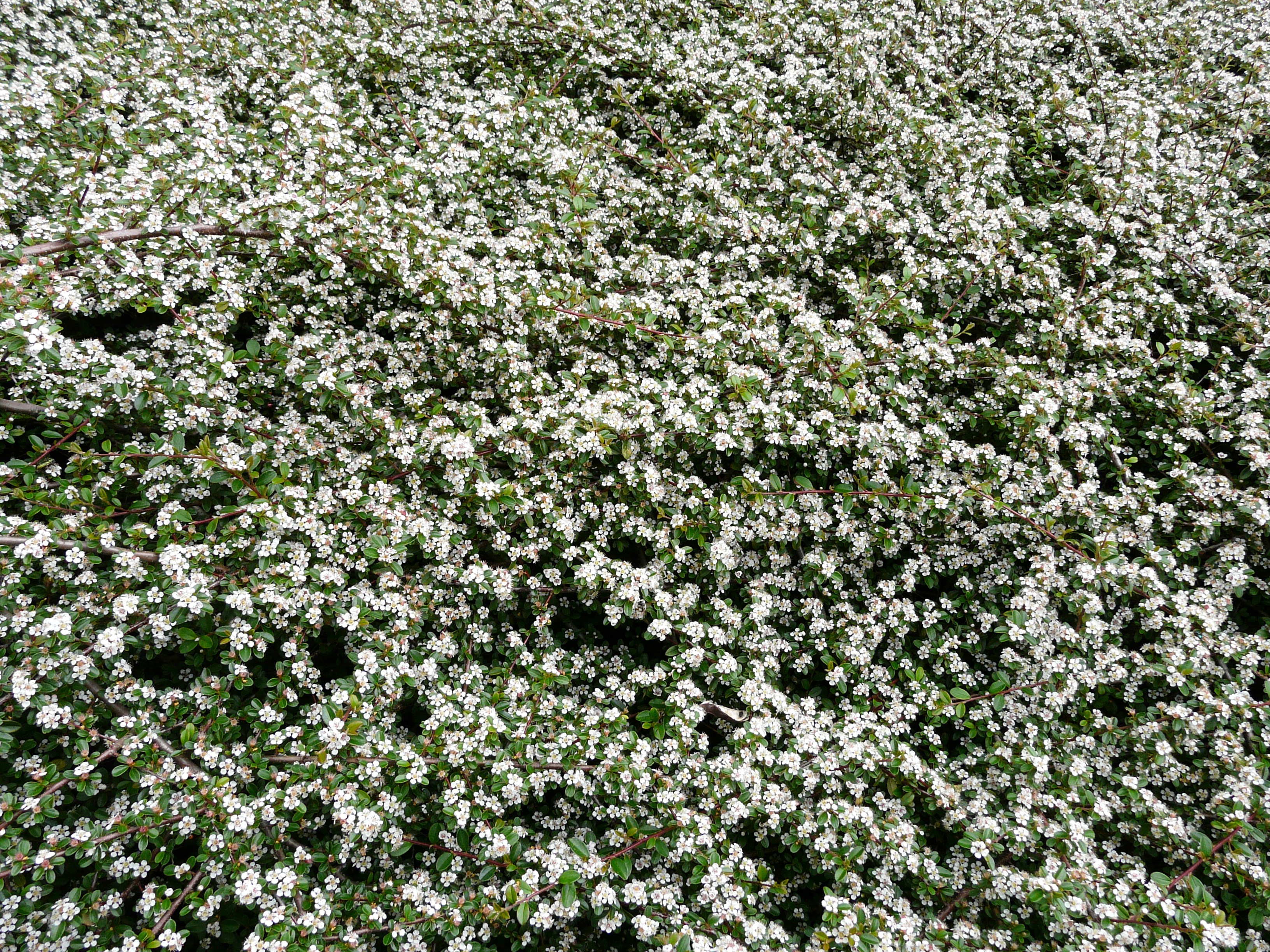
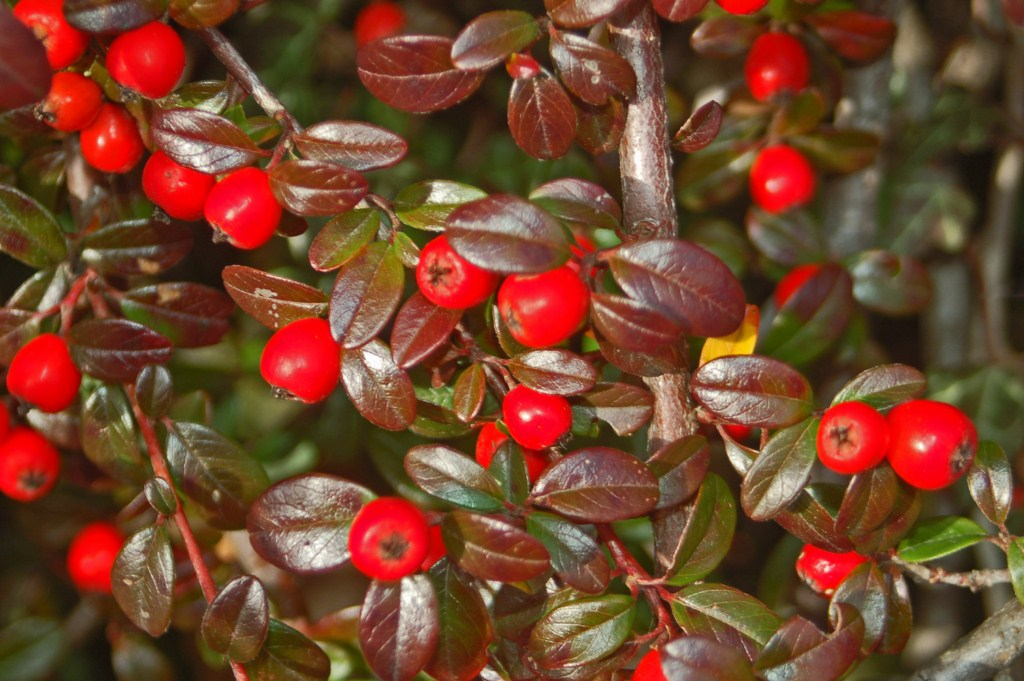
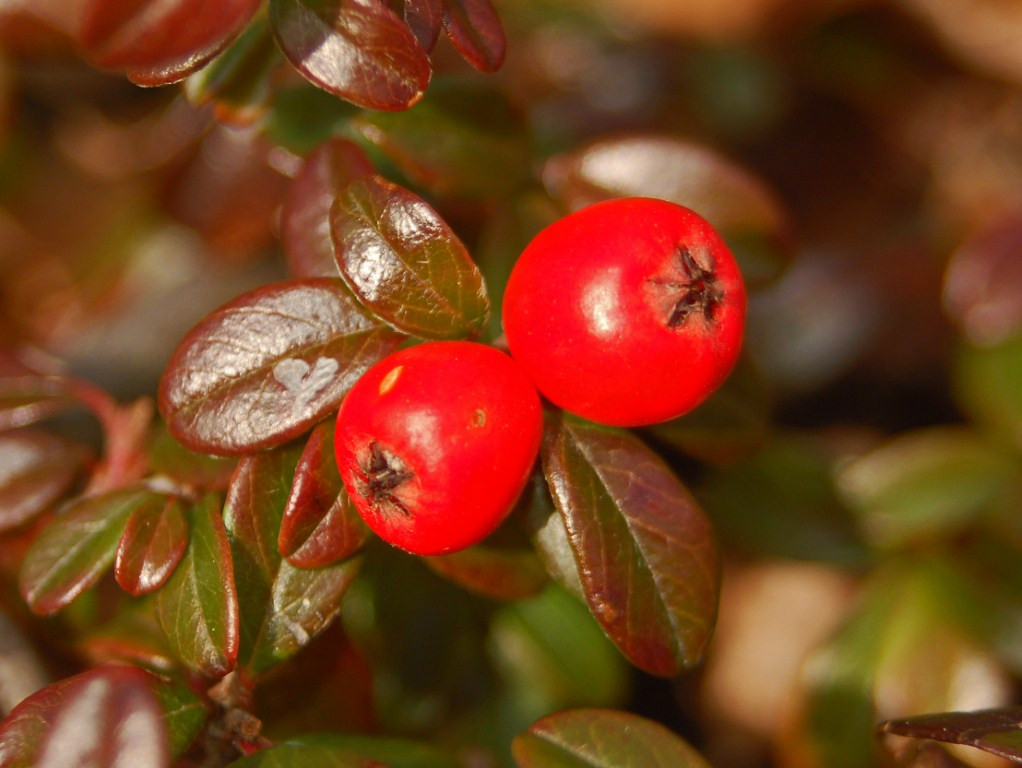